# Monoclea
Monoclea ist die einzige Gattung der Ordnung Monocleales innerhalb der Lebermoose. Es gibt je eine Art in Neuseeland und in Südamerika. Diese Verbreitung lässt darauf schließen, dass diese Gattung bereits seit Gondwana-Zeiten besteht.

## Beschreibung
Der Gametophyt ist thallös und bis 20 Zentimeter lang. Die Kapsel steht auf einem langen Stiel. Sie öffnet sich mit einem Längsriss, daher auch der Name Monoclea. Obwohl der Thallus sehr einfach gebaut ist, wird die Gattung aufgrund des Baus der Ölkörperzellen und der Einschichtigkeit der Kapselwand in die Klasse Marchantiopsida gestellt.

## Arten
- Monoclea forsteri Hook. in Neuseeland
- Monoclea gottschei Lindb. in Südamerika

Die Gattung wurde zeitweise als eigene Unterklasse Monocleidae geführt. Aufgrund der Blepharoplasten-Struktur, der Verbindung zwischen Sporophyt und Gametophyt sowie den Ergebnissen molekulargenetischer Untersuchungen jedoch wurde sie in die Unterklasse Marchantiidae eingeschlossen.